# FA Cup 1872-1873
La Football Association Challenge Cup 1872-1873 è stata la seconda edizione della FA Cup. Sedici squadre parteciparono alla competizione, una in più della stagione passata, anche se due non giocarono praticamente mai.
Nel conservare il principio di "sfida", ai campioni uscenti dei Wanderers fu accordato il permesso di giocare direttamente la finale, mettendo il palio il proprio titolo, e di scegliere il terreno di gioco. Questa fu la prima e l'ultima volta che tali privilegi furono concessi ai campioni uscenti.
Memori dei problemi dell'anno precedente, al Queen's Park fu dato il permesso di giocare direttamente le semifinali, per diminuire i viaggi che la squadra doveva compiere dalla Scozia, ma alla fine gli scozzesi si ritirarono lo stesso prima della gara contro lo Oxford University, che si ritrovò il cammino spianato per la finalissima.

## Calendario della competizione
| Turni            | Date                        | Partite disputate | Club | Nuove partecipanti |
| ---------------- | --------------------------- | ----------------- | ---- | ------------------ |
| Primo Turno      | 19/26 ottobre 1872          | 7 (6 giocate)     | 16→9 | 16                 |
| Secondo Turno    | 23 novembre/7 dicembre 1872 | 3                 | 9→6  | -                  |
| Terzo Turno      | 9/21 dicembre 1872          | 2                 | 6→4  | -                  |
| Quarti di Finale | 3 febbraio 1873             | 1                 | 4→3  | -                  |
| Semifinale       | -                           | 0                 | 3→2  | -                  |
| Finale           | 29 marzo 1873               | 1                 | 2→1  | -                  |

## Primo Turno
| Squadra Locale    | Punteggio                                       | Squadra Ospite    | Data            |
| ----------------- | ----------------------------------------------- | ----------------- | --------------- |
| Barnes            | 0-1                                             | South Norwood     | 19 ottobre 1872 |
| Civil Service     | 0-3                                             | Royal Engineers   | 26 ottobre 1872 |
| Maidenhead        | 1-0                                             | Marlow            | 26 ottobre 1872 |
| Reigate Priory    | 2-4                                             | Windsor Home Park | 26 ottobre 1872 |
| 1st Surrey Rifles | 2-0                                             | Upton Park        | 26 ottobre 1872 |
| Cystal Palace     | 2-3                                             | Oxford University | 26 ottobre 1872 |
| Clapham Rovers    | Qualificata per ritiro dell'avversaria          | Hitchin           |                 |
| Queen's Park      | Qualificata automaticamente al turno successivo |                   |                 |
| Wanderers         | Qualificata automaticamente al turno successivo |                   |                 |

## Secondo Turno
| Squadra Locale    | Punteggio                                       | Squadra Ospite    | Data             |
| ----------------- | ----------------------------------------------- | ----------------- | ---------------- |
| Clapham Rovers    | 0-3                                             | Oxford University | 23 novembre 1872 |
| South Norwood     | 1-0                                             | Windsor Home Park | 23 novembre 1872 |
| 1st Surrey Rifles | 0-3                                             | Maidenhead        | 7 dicembre 1872  |
| Queen's Park      | Qualificata automaticamente al turno successivo |                   |                  |
| Royal Engineers   | Qualificata automaticamente al turno successivo |                   |                  |
| Wanderers         | Qualificata automaticamente al turno successivo |                   |                  |

### Ripetizione
| Squadra Locale    | Punteggio | Squadra Ospite | Data            |
| ----------------- | --------- | -------------- | --------------- |
| Windsor Home Park | 3-0       | South Norwood  | 7 dicembre 1872 |

## Terzo Turno
| Squadra Locale    | Punteggio                                       | Squadra Ospite  | Data             |
| ----------------- | ----------------------------------------------- | --------------- | ---------------- |
| Oxford University | 1-0                                             | Royal Engineers | 9 dicembre 1872  |
| Windsor Home Park | 0-1                                             | Maidenhead      | 21 dicembre 1872 |
| Queen's Park      | Qualificata automaticamente al turno successivo |                 |                  |
| Wanderers         | Qualificata automaticamente al turno successivo |                 |                  |

## Quarti di Finale
| Squadra Locale    | Punteggio                                       | Squadra Ospite | Data            |
| ----------------- | ----------------------------------------------- | -------------- | --------------- |
| Oxford University | 4-0                                             | Maidenhead     | 3 febbraio 1873 |
| Queen's Park      | Qualificata automaticamente al turno successivo |                |                 |
| Wanderers         | Qualificata automaticamente al turno successivo |                |                 |

## Semifinale
| Squadra Locale    | Punteggio                                       | Squadra Ospite | Data |
| ----------------- | ----------------------------------------------- | -------------- | ---- |
| Oxford University | Qualificata per ritiro dell'avversaria          | Queen's Park   |      |
| Wanderers         | Qualificata automaticamente al turno successivo |                |      |

## Finale
Dato che il match fu programmato lo stesso giorno dell'annuale regata Oxford-Cambridge, fu deciso di giocare di mattina, in modo tale da permettere agli spettatori di assistere a entrambi gli eventi sportivi. Entrambe le squadre contavano fra gli indisponibili le loro stelle. Il portiere titolare dell'Oxford University, Charles Nepean, era fuori causa, così come quattro dei titolari dei Wanderers, fra cui Thomas Hooman, William Crake e Albert Thompson, che erano parte della squadra che aveva vinto il trofeo l'anno precedente. Si è già detto come i Wanderers, in quanto campioni in carica, ebbero il privilegio di stabilire il terreno di gioco; non possedendo un campo tutto proprio, si decise per il Lillie Bridge a West Brompton, Londra.
Oxford dominò le prime fasi del match grazie soprattutto alla gran corsa di Arnold Kirke-Smith. Il quotidiano The Sportsman scrisse:
(The Sportsman)
Ciononostante, i Wanderers andarono vicini al vantaggio con William Kenyon-Slaney, che segnò, ma si vide annullare il gol per aver violato la regola del fuorigioco. Dopo 27 minuti, il capitano dei Wanderers, Arthur Kinnaird, che verrà poi proclamato il miglior giocatore del match grazie alle sue incredibili abilità nel dribbling, prese per mano i suoi, superando i difensori avversari e spedendo la palla all'incrocio dei pali.
In un disperato tentativo di pareggiare, l'Oxford University fece la bizzarra mossa di fare a meno del portiere, schierando Andrew Leach, che sino ad allora aveva ricoperto quel ruolo, come attaccante. La decisione si rivoltò contro l'Oxford all'80º minuto, quando Charles Wollaston passò oltre le maglie della difesa avversaria e mise la palla nella porta orfana del suo portiere. I Wanderers, così, riconquistarono il trofeo che avevano già vinto nell'edizione precedente.
Il giornale The Field scriverà che il tiro del secondo gol sarebbe stato facilmente fermato se, in porta, ci fosse stato qualcuno.
| Arbitro: | Alfred Stair |

|                                           |           |  |
| Arthur Kinnaird 27’ Charles Wollaston 80’ | Marcatori |  |